# مطار لندن سيتي (محطة مترو أنفاق لندن)
مطار لندن سيتي (بالإنجليزية: London City Airport)‏ هي إحدى محطات مترو أنفاق لندن. تقع على خط قطار دوكلاندز الخفيف (فرع فرع مطار لندن سيتي) أفتتحت في المنطقة (Zone) رقم 3 أفتتحت في 02 ديسمبر 2005.